# Кеттенкамп
Кеттенкамп (нім. Kettenkamp) — громада в Німеччині, розташована в землі Нижня Саксонія. Входить до складу району Оснабрюк. Складова частина об'єднання громад Берзенбрюк.
Площа — 52,6 км2. Населення становить 10 480 ос. (станом на 31 грудня 2021).

## Галерея

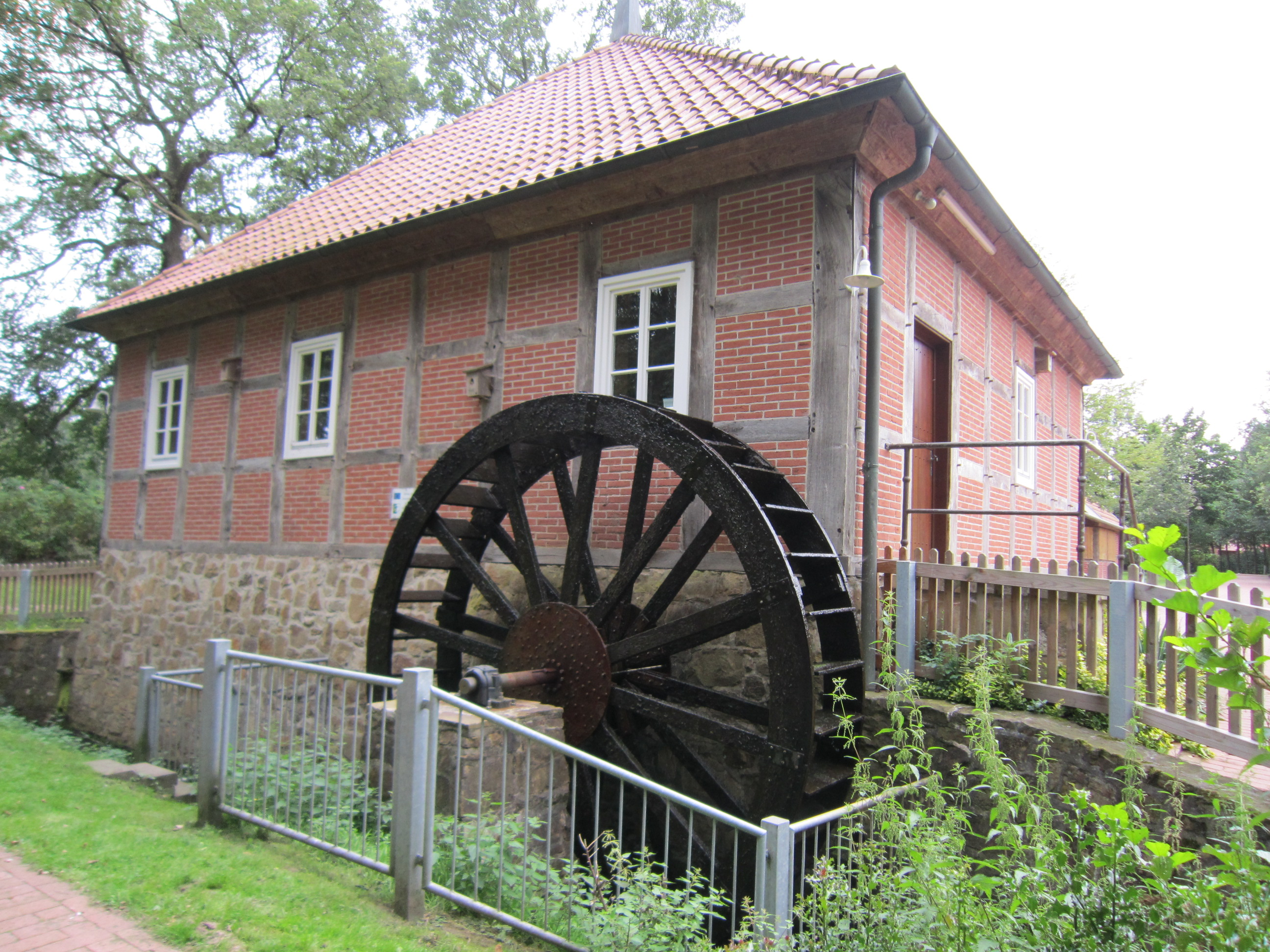